# I Call Your Name (canción de Roxette)
«I Call Your Name» es un sencillo tomado del primer álbum de Roxette, Pearls Of Passion. El sencillo fue lanzado el 20 de enero de 1988 solamente en Bélgica, Francia, Alemania, Luxemburgo y Holanda.

## Lista de canciones
- Lado A

1. «I Call Your Name» (Frank Mono-mix)

- Lado B

1. «Surrender»

La versión 12" incluye I Call Your Name (Frank Mono 12" remix) y Soul Deep.